# Kouř

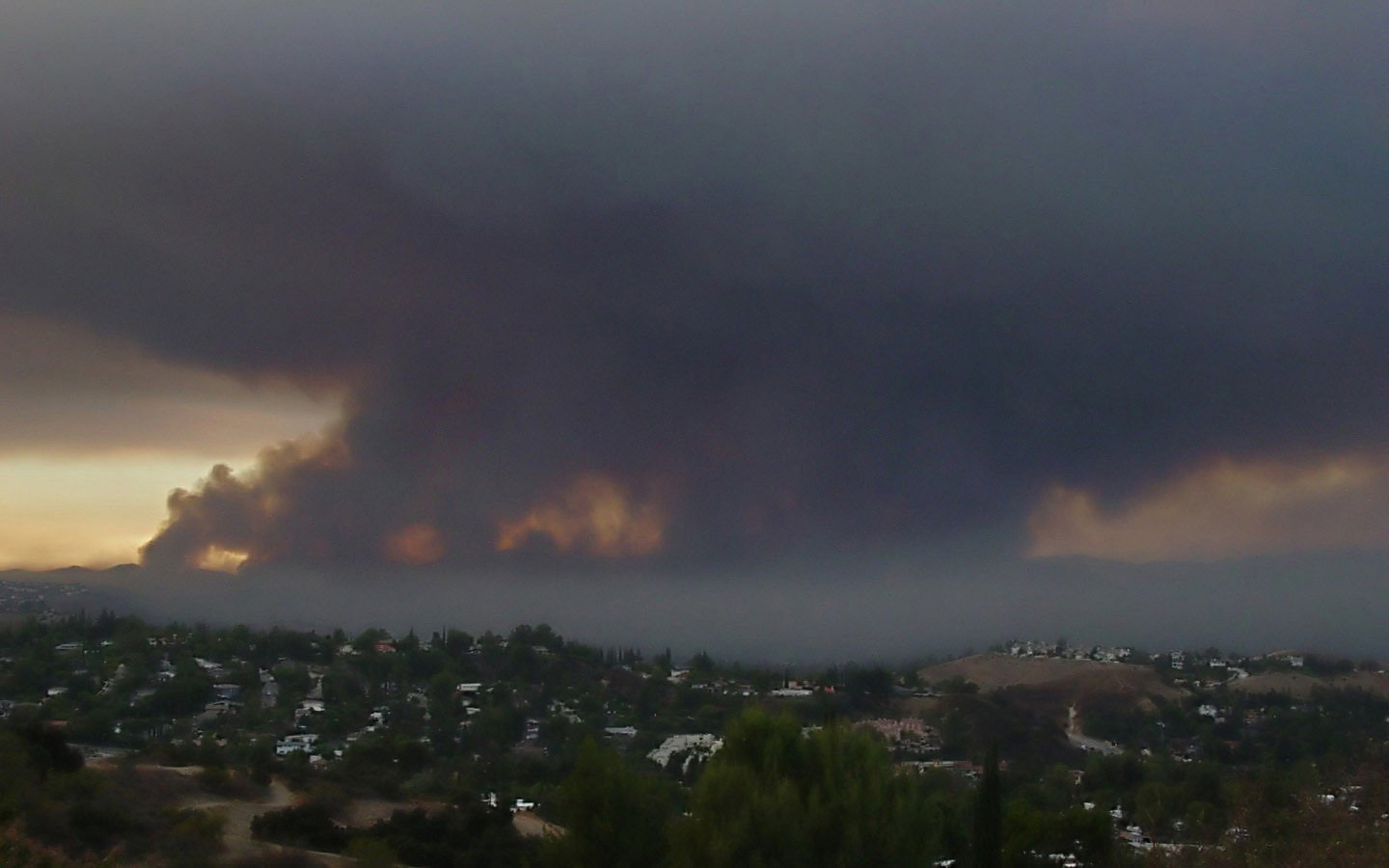
Kouř z požáru

Kouř nebo též dým, lidově též čoud či čmoud, je produkt nedokonalého spalování. Obsahuje obvykle bezbarvé plyny a drobné viditelné části (popel, popílek, saze).
Pevné části velikosti menší než 1 μm se mohou ve vzduchu vznášet a působit jako kondenzační jádra. Proto oblasti vzniku velkého množství kouře (v minulosti například velké městské aglomerace) jsou i místy výskytu mlh. Částice větší než 10 μm podléhají gravitační síle a mají v atmosféře omezenou životnost.

## Rozdíl mezi dýmem, mlhou a kouřem
Dým je rozptýlená tuhá látka v plynu, mlha je kapalina rozptýlená v plynu, kouř je kapalina a tuhá látka rozptýlená v plynu.